# Dust Devil
Dust Devil es una película de terror británica de 1992 escrita y dirigida por Richard Stanley. La película está protagonizada por Robert Burke como Hitch, un hombre misterioso que vaga por los desiertos de Namibia y es buscado por la policía en relación con la muerte de una mujer cuya sangre fue utilizada en una ceremonia sobrenatural. Un sangoma local cree que Hitch es un "Diablo de Polvo", una criatura sobrenatural que puede cambiar de forma. Hitch se encuentra con Wendy, interpretada por Chelsea Field, quien conduce con él a lo largo de una carretera mientras es perseguida por su esposo separado. A medida que la policía comienza a investigar los asesinatos, parecen remontarse a Hitch y Wendy descubre que el hombre tiene poderes sobrenaturales.
Dust Devil se rodó en Namibia después de marzo de 1990, cuando Stanley presentó su guion a la productora JoAnne Sellar, con quien había trabajado previamente en su primera película, Hardware. Sellar fue capaz de asegurar 2,8 millones de libras para Dust Devil. A continuación, el guion se envió al Ministerio de Información y Radiodifusión de Namibia para su aprobación. Sellar también pudo utilizar personal y equipo sudafricano para la producción, lo que convirtió al equipo de la película en una combinación de británicos, estadounidenses, sudafricanos y namibios.
Después de terminar la filmación, Dust Devil experimentó una postproducción difícil, con varios cortes diferentes que se lanzaron en el Reino Unido, los Estados Unidos y áreas selectas de Europa donde la película se estrenó en una versión mucho más corta titulada Demonica. La película se estrenó en el Reino Unido tras la desaparición de Palace Pictures bajo los créditos finales de Dust Devil: The Final Cut. Fue lanzado en los Estados Unidos por Miramax con una duración más corta que la versión británica.

## Argumento
En Namibia, un sangoma llamado Joe Niemand recita una historia sobre los Remolinos de arena, vientos del desierto antropomorfizados que deambulan por las carreteras para cazar y matar humanos.
Un remolino de arena mata a una mujer que lo había recogido para tener sexo, luego quema su casa y deja su cadáver en el auto. Mientras tanto, en la ciudad de Bethanie, el sargento Ben Mukurob recibe una llamada telefónica con voces extrañas hablando, al igual que Wendy Robinson en Johannesburgo, Sudáfrica. Por la mañana, el hombre quema la casa de Saarke y se va en su coche. En Johannesburgo, el esposo de Wendy, Mark, la acusa de engañarlo, lo que la lleva a dejarlo y conducir a Namibia. Investigando la escena, el sargento Ben Mukurob y el capitán Beyman encuentran extrañas pictografías en la pared. Joe le dice que son símbolos mágicos, pero Mukurob se muestra escéptico. El Diablo del Polvo es recogido por Wendy, una mujer que había dejado a su marido después de que él la acusara de infidelidad. Cuando ve a otro de su especie haciendo autostop, Dust Devil le dice a Wendy que pase por su lado, y luego desaparece del auto. Mientras tanto, dos oficiales de policía encuentran restos humanos en una caravana cerca de donde Wendy recogió a Dust Devil.
Con Dust Devil observando en secreto, Wendy se detiene en un pequeño motel por la noche e intenta suicidarse, pero se detiene. Wendy va a su auto a la mañana siguiente y encuentra a Dust Devil adentro, quien le dice que se quedó dormida el día anterior. Mientras tanto, Beyman le da a Mukurob documentos sobre asesinatos similares que se remontan a 1908. Wendy y Dust Devil llegan al cañón del río Fish, cuando el esposo de Wendy, Mark, llega a Namibia y comienza su búsqueda. Joe le dice a Mukurob que los asesinatos son obra del "naghtloper", un demonio que cambia de forma y que obtiene poder sobre el mundo material a través del asesinato ritual. El naghtloper debe seguir moviéndose para realizar el ritual, pero si se le engaña para que pase por encima de un palo de kierie, será atado a un lugar y su poder puede ser tomado. Joe le da a Mukurob un kierie y una raíz sagrada para quemar y evitar que el naghtloper lo posea después de que lo maten.
Cuando Wendy descubre dedos humanos entre las pertenencias de Dust Devil, él intenta matarla, pero ella escapa. Mukurob y Mark los persiguen, pero Dust Devil hace que estrellen el auto en una tormenta de polvo. Mukurob deja a Mark en el coche y se dirige a la tormenta, diciéndole que tiene una oportunidad ya que el naghtloper sólo se lleva a aquellos que no tienen nada por lo que vivir. Él encuentra a Wendy llega a la ciudad abandonada de Kolmanskop, pero es apuñalada por Dust Devil. Mukurob bloquea el camino de Dust Devil con el kierie, y Wendy usa la escopeta de Mukurob para matar a Dust Devil mientras proclama su amor por ella. Wendy camina por el desierto pasando por Mark y el coche, se tumba en la carretera y detiene una flota de Casspirs del ejército. Joe cree que ha sido poseída por el Diablo de Polvo.

## Reparto
- John Matshikiza como Joe Niemand / El Narrador
- Robert John Burke como Diablo de Polvo
- Terri Norton como Saarke Haarhoff
- Chelsea Field como Wendy Robinson
- Rufus Swart como Mark Robinson
- William Hootkins como el capitán Cornelius Beyman
- Zakes Mokae como el sargento Ben Mukurob
- Russell Copley como el cabo Dutoit
- André Odendaal como Cabo Botes
- Luke Cornell como Soldado 1
- Philip Henn como Soldado 2
- Robert Stevenson como Rifle Boy
- Peter Hallr como Monje Marista
- Stephen Earnhart como Camper Driver
- Marianne Sägebrecht como la Dra. Leidzinger

## Producción

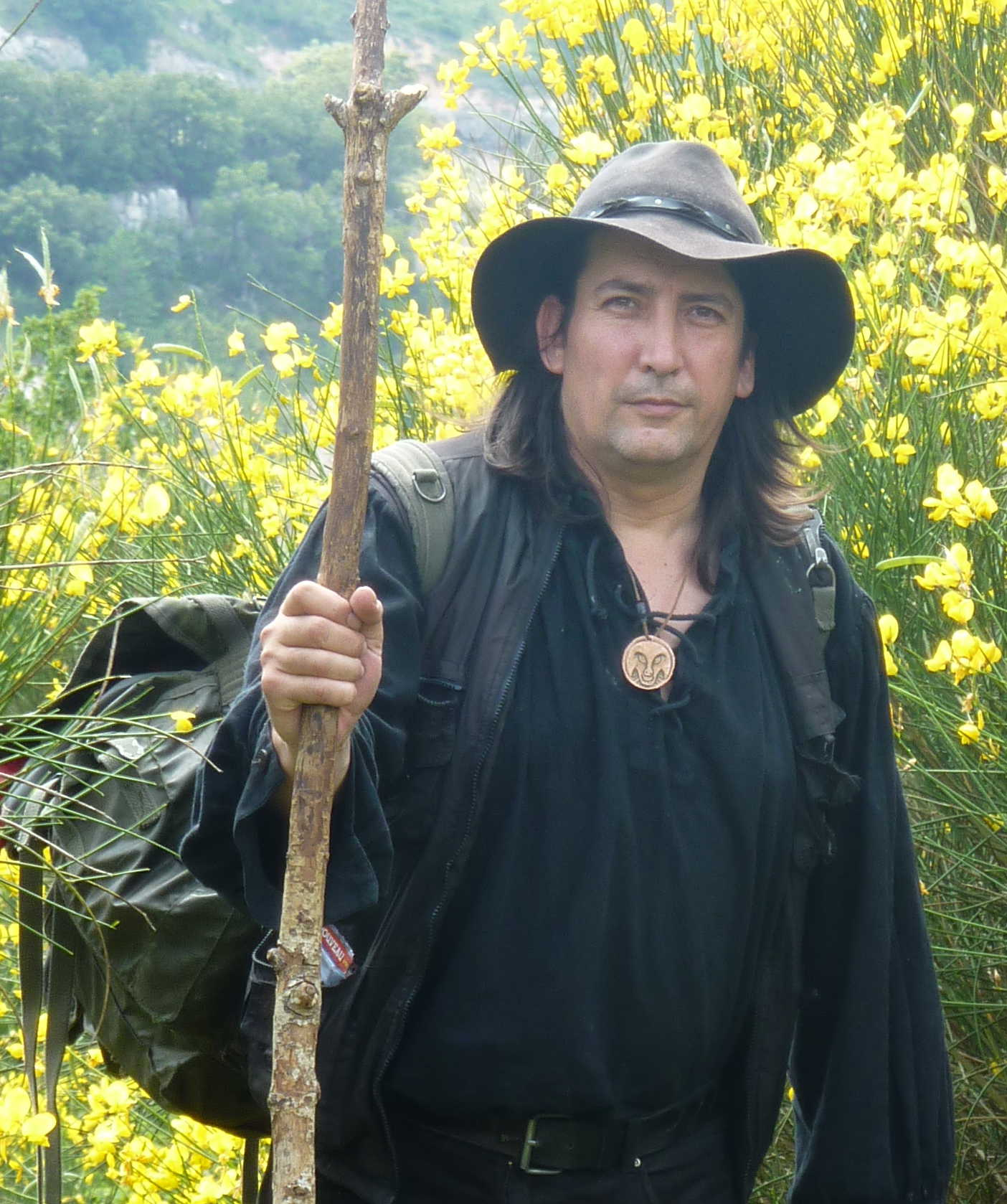
Richard Stanley (en la foto) tuvo problemas para publicar una edición adecuada de su película a los distribuidores.

La película anterior de Richard Stanley, Hardware, se hizo por 1 millón de libras esterlinas y recaudó más de 5,7 millones de dólares en todo el mundo.  Stanley declaró que Hardware fue hecho para demostrar a los productores que podía hacer una película comercial después de descubrir que fue rechazado por los productores desde sus primeros guiones. Dust Devil se rodó íntegramente en Namibia y reinterpreta la historia de un asesino en serie sudafricano conocido como Nhadiep. La historia de Nhadiep había sido previamente la inspiración para la película británica Windprints (1989) de David Wicht. Dust Devil se hizo a partir de un trabajo anterior de Stanley, un cortometraje estudiantil inacabado de 16 mm filmado en 1984 sobre extraños asesinatos que tienen lugar en la ciudad de Bethanie. Las autoridades nunca atraparon al asesino en serie, lo que llevó a los lugareños a creer que los asesinatos fueron causados por una fuerza sobrenatural. La policía finalmente regresó a la ciudad con el cuerpo de un hombre que creían que era el asesino; Sin embargo, el cuerpo carecía de cabeza, lo que hacía imposible la identificación con los lugareños. El hombre fue enterrado más tarde en una ciudad con una tumba marcada como "Nhadiep".
Stanley sintió que su película no era inicialmente una película de terror, pero admitió que la película tenía rasgos del género. Además de reconocer las películas italianas de gialli como una influencia, también sintió que la película estaba influenciada por El Topo de Alejandro Jodorowsky, Simón del desierto de Luis Buñuel, El Evangelio según san Mateo de Pier Paolo Pasolini y C'era una volta il West de Sergio Leone. Stanley también describió la película como un matrimonio entre las películas italianas de gialli y los spaghetti westerns de Sergio Leone, señalando específicamente Il buono, il brutto, il cattivo, declarando que en la película de Leone "los cínicos corsarios buscaban oro enterrado en un contexto de la Guerra Civil estadounidense, My Dust Devil los personajes entran y salen de eventos históricos similares porque actualicé los asesinatos para que corrieran en paralelo a la sangrienta lucha de Namibia por la independencia de Sudáfrica en 1989". Stanley también mencionó una influencia de la película de Michele Soavi The Devil's Daughter, al usar "su idea de los azules brillantes de la Virgen María para representar de manera similar las fuerzas de Dios".
El rodaje en Namibia fue posible tras la independencia del país en marzo de 1990. Stanley presentó su guion a la productora JoAnne Sellar, con quien había trabajado anteriormente en Hardware. Sellar fue capaz de asegurar 2,8 millones de libras para Dust Devil. A continuación, el guion se envió al Ministerio de Información y Radiodifusión de Namibia para su aprobación. Sellar también pudo utilizar personal y equipo sudafricano para la producción, lo que convirtió al equipo de la película en una combinación de británicos, estadounidenses, sudafricanos y namibios.
La postproducción de Dust Devil comenzó en 1991 en Londres. Stanley inicialmente tenía un corte de 120 minutos de la película, que se redujo a 110 minutos. Stanley esperaba que los financieros británicos encontraran esta edición apropiada para su publicación en Europa y el Reino Unido. Sin embargo, este no fue el caso; Los financieros redujeron la película a 95 minutos. La versión de 95 minutos fue sometida a una proyección de prueba en Wimbledon. Stanley declaró que el público estaba "claramente confundido", ya que muchos de los cortes habían eliminado partes del primer acto de la película. Después de esta proyección, Stanley, que insistía en que el corte anterior de la película era superior, presionó para que se hiciera un "corte europeo extendido" de la película, que duraría entre 110 y 120 minutos. Sin embargo, se hicieron más recortes, lo que le dio a Dust Devil un tiempo de ejecución de 87 minutos. En abril de 1992, Palace Pictures comenzó a experimentar problemas financieros, lo que provocó que se retiraran de la distribución de la película en el Reino Unido.

## Lanzamiento
Dust Devil fue financiada por una amalgama de inversores británicos bajo el paraguas de Palace Productions. La película también recibió apoyo financiero de Miramax, los distribuidores de la película anterior de Stanley, Hardware. En diciembre de 1991, Stanley entregó su primer corte fino, una versión de montaje de 120 minutos que fue cortada para cumplir con los contratos de la televisión británica. Esta versión fue entregada a Miramax para su consideración, quienes la devolvieron como una versión de 85 minutos. En febrero de 1992, Palace, que estaba al borde del colapso financiero, le pidió a Stanley que aceptara un corte que era un compromiso entre la versión original y la edición de Miramax. Stanley mencionó que "Palace explicó que sería financieramente conveniente llegar a un compromiso, pero yo no tendría nada que ver con eso. Ya había perdido el material y no estaba dispuesto a volver a la sala de edición". Dust Devil inicialmente iba a ser lanzado en el Reino Unido en diciembre de 1992. Un corte de 94 minutos fue examinado en agosto de 1992 con lo que Mark Kermode de la revista Shivers describió como "una mala reacción". Una versión abreviada que fue aceptada por Miramax se mostró en España y Portugal bajo el título Demonica y también se mostró en el Festival de Cine de Avoriaz. Las versiones abreviadas se mostraron en Italia y Francia con diferentes títulos. Después de que Palace perdiera su dinero, Stanley persuadió a Polygram para que tuviera lista una nueva versión que financió personalmente con £ 15,000. El 7 de abril de 1993, Dust Devil: The Final Cut se estrenó en el cine Scala en King's Cross, Londres y se exhibió durante una semana y recaudó £ 2,836, unas semanas antes de ser lanzado a video doméstico.
Un corte de 80 minutos de la película que no fue etalonado en color se mostró en algunos territorios europeos antes de 1994, lo que Richard Stanley describió como "un esfuerzo para liberar fondos bloqueados y posteriormente se ha retirado con el consentimiento de todas las partes". Stanley escribió a la revista Shivers publicada en enero de 1994 que Miramax planeaba distribuir Dust Devil en enero de 1994 con un lanzamiento de video casero de la película más adelante en el año. La versión estadounidense de la película lanzada por Miramax eliminó unos 20 minutos de metraje.
Stanley grabó recientemente comentarios y entrevistas no solo para esta película, sino también para tres documentales raramente vistos que había dirigido durante la última década y media, Voice of the Moon, The Secret Glory y The White Darkness. En 2006, estos documentales más los comentarios se incluyeron como características adicionales en el DVD de edición limitada de lujo de Subversive Cinema del "Final Cut" aprobado por Richard Stanley de Dust Devil, que dura 108 minutos. También se incluye una impresión de 115 minutos, junto con un CD de la música de la banda sonora de Simon Boswell, un folleto de notas que contiene los diarios de producción de Stanley, un cómic de Dust Devil y un folleto de notas escrito por Stanley sobre los tres documentales.

## Recepción
En Sight & Sound, Kim Newman describió la película como un "esfuerzo más personal que Hardware", y que "a pesar de todas sus fortalezas de hombre del saco, esta es principalmente una película alucinatoria: Stanley ofrece los choques necesarios con el cuidado y el entusiasmo de un aficionado, pero obviamente está más interesado en imágenes espeluznantes del desierto como un valle que se dice que fue creado por el deslizamiento de una serpiente gigante en los albores de los tiempos y otros toques inquietantes". Newman concluyó que, al ver cualquiera de las diferentes ediciones de la película, Dust Devil era una "película considerable y notable". Derek Elley de Variety lo llamó "un desastre brillante", "rebosante de ideas, invención visual y referencias de género, pero cargado con un guión débil y desenfocado".
En su libro Horror and Science Fiction Film IV, Donald C. Willis afirmó que Dust Devil fue "bellamente fotografiada" pero también "pretenciosa" con un final "cansado".